# Marie Spurná (1862)
Marie Spurná, rozená Marie Jelínková (16. července 1862 České Budějovice – 17. srpna 1911 Stodůlky), byla česká herečka, sestra herečky Otýlie Beníškové.

## Mládí
Narodila se jako nejstarší z dětí herce Viléma Karla Jelínka a Anny, rozené Krämerové. Stejně jako mladší sestry začínala Marie již jako malá dívka hrát v otcově společnosti. Byla uzavřené a zádumčivé povahy, život ji poznamenala nehoda z dětství, kdy přišla výstřelem o oko.[zdroj?]

## Osobní život
Roku 1880 přišel k Jelínkově divadelní společnosti dvaadvacetiletý Václav Spurný a záhy zaujal přední místo v jeho herecké družině. Narodil se 25. října 1858 v Rakovníku, kde vystudoval nižší reálku a v blízkém Křivoklátě hrál ochotnicky. V devatenácti přešel ke společnosti Jana Kozlanského a nakonec k Jelínkovi. Devatenáctiletá Marii Jelínková se 1. března 1881 se za Václava Spurného vdala. Manželství to nebylo příliš šťastné[zdroj?] a děti spolu neměli.

## Divadlo
Marie od sedmnácti let začala hrát promyšlené studované charaktery, nikdy nehrála naivky. Manžel Václav dosáhl u Jelínkovy společnosti funkce režiséra, ale vysoko převyšoval své okolí jako herec. Roku 1890 se Spurný vyprostil z vedení tchána a získal angažmá u Budila v Plzni, ten ale neangažoval jeho ženu Marii. Ta se mimo jiné zotavovala po těžké operaci v únoru 1890. U Budila zůstal Václav Spurný do roku 1891, kdy se od něho v Chrudimi odpojil. Marie Spurná u Budila nehrála. Přesto ji sestry uznávaly mezi sebou za nejlepší herečku. Nejmladší Otýlie, která se narodila až po její svatbě, jí vykala. Po odchodu od Budila pobyli manželé u Kratochvílovy společnosti (1891–1892), poté odešli k podniku Václav Hübnera. Zde strávili léta 1892–1894, vlastně až do jeho zániku. Manželé Spurní se poté vrátili ke společnosti Mariina otce Václava Jelínka a Václav Spurný ji v době tchánovy nemoci téměř pět let řídil. Řízení společnost ho ale unavovalo a chtěl svou energii znovu vložit do herectví; na jaře 1898 s manželkou odešel na Moravu ke společnosti Václava Choděry. U Choděry byli do roku 1900, poslední postavy ztvárnili v Noci na Karlštejně. Poté nastoupili angažmá v Pištěkově divadle v Praze, kde zůstali do listopadu 1902, kdy nastoupili do divadla Uranie pod vedení Vojty Sluka. Václav Spurný se v Uranii stal režisérem, Marie zůstala v angažmá až do své předčasné smrti.

## Smrt
Dne 17. srpna 1911 ráno byla Marie Spurná nalezena mrtvá v lesíku v Motole. Večer předtím se dohodla s manželem, který vyjel na cyklistický výlet, že se setkají v restauraci Bílý beránek ve Stodůlkách. Čekala tam na něj, ale když dlouho nejel, vyšla po 21. hodině ven a nalezena byla mrtvá druhého dne ráno. Poslední dobou trpěla na křečové žíly a snad námahou způsobenou cestou ji praskla céva v noze a vykrvácela. V tisku se jako místo úmrtí zpravidla uváděl Motol, v matrice jsou zapsány Stodůlky.
Její manžel Václav Spurný zemřel 25. června 1936.